# Croix des Templiers de Bonnac
La croix des Templiers est une croix monumentale située sur la commune de Bonnac, dans le département français du Cantal en région Auvergne-Rhône-Alpes.

## Localisation
La croix est située dans la région historique et culturelle d'Auvergne.

## Historique
Il s'agit d'une croix datant du XVe siècle, supposément offerte par les Templiers qui résidaient dans le hameau de Tempel, sous la tutelle de la commanderie de Celles.

## Description
Conçue en basalte et coiffée d'une girouette, cette croix de 1,90 mètre de hauteur présente une base avec un double emmarchement, un socle carré orné de facettes prismatiques et baguées, formant un monolithe avec un fût cylindrique, et une croix agrémentée de personnages aux extrémités fleuronnées (le Christ en croix sur la face Est et une figure féminine sur la face Ouest). 

## Protection
La croix des Templiers est inscrite au titre des monuments historiques par arrêté du 7 décembre 1992.